# Zapopan
Zapopan (in nahuatl Tzapopan) è una città del Messico centro-occidentale (Jalisco) posta nell'area metropolitana di Guadalajara, con  1,476,491 abitanti (2020). Importante centro di scambio di merci, possiede siti di trasformazione agroalimentare.